# Viticoltura in Lazio
La viticoltura in Lazio è l'insieme delle attività di coltivazione di uva e produzione di vino svolte nella regione.

## Storia
La viticoltura nel Lazio, svolgeva una congiunzione tra quella Greca e Etrusca. I vigneti si trovavano nelle zone più vocate alla viticoltura, come la media collina, disposti su terre vulcaniche o rosse. Alla fine del diciannovesimo secolo, in Lazio si arrivò fino ad ottenere 200 varietà diverse nella regione. Dagli anni seguenti al flagello della fillossera, anche nel Lazio si iniziarono ad intraprendere politiche produttive finalizzate alla qualità, riqualificando il patrimonio ampelografico e riducendo progressivamente le rese in uva dei vigneti.

## Vitigni

### Autoctoni
| Vitigno              | Bacca  | Descrizione | Immagine |
| -------------------- | ------ | ----------- | -------- |
| Bellone              | Bianca |             |          |
| Capolongo            | Bianca |             |          |
| Cesanese comune      | Nera   |             |          |
| Cesanese di Affile   | Nera   |             |          |
| Grechetto rosso      | Nera   |             |          |
| Lecinaro             | Bianca |             |          |
| Malvasia del Lazio   | Bianca |             |          |
| Maturano             | Bianca |             |          |
| Moscato di Terracina | Bianca |             |          |
| Nero buono           | Nera   |             |          |
| Olivella nera        | Nera   |             |          |
| Pampanaro            | Bianca |             |          |
| Trebbiano giallo     | Bianca |             |          |

### Alloctoni
- Chardonnay
- Sauvignon
- Semillon
- Pinot bianco

## Vini

### DOCG
- Cesanese del Piglio DOCG vari vini che rientrano nella DOCG, prodotti nella provincia di Frosinone
- Cannellino di Frascati o Cannellino (bianco) prodotto nella provincia di Roma
- Frascati Superiore (bianco) prodotto nella provincia di Roma

### DOC
- Aleatico di Gradoli prodotto nella provincia di Viterbo
  - Aleatico di Gradoli liquoroso
  - Aleatico di Gradoli liquoroso riserva
- Aprilia prodotto nella provincia di Latina
- Atina (Atina rosso, Atina rosso riserva, Atina Cabernet, Atina Cabernet riserva, Atina Semillon) prodotto nella provincia di Frosinone
- Bianco Capena prodotto nella provincia di Roma
  - Bianco Capena superiore
- Castelli Romani prodotto nella provincia di Roma
  - Castelli Romani bianco
  - Castelli Romani rosato
  - Castelli Romani rosso
- Cerveteri prodotto nelle province di Roma e Viterbo
  - Cerveteri bianco amabile
  - Cerveteri bianco frizzante
  - Cerveteri bianco secco
  - Cerveteri rosato
  - Cerveteri rosato frizzante
  - Cerveteri rosso amabile
  - Cerveteri rosso novello
  - Cerveteri rosso secco
- Cesanese di Affile DOC vari vini della DOC, prodotti nella provincia di Roma
- Cesanese di Olevano Romano DOC vari vini della DOC, prodotti nella provincia di Roma
- Circeo prodotto nella provincia di Latina
  - Circeo bianco
  - Circeo rosato
  - Circeo rosso
  - Circeo rosso novello
  - Circeo Sangiovese
  - Circeo Sangiovese rosato
  - Circeo Trebbiano
- Colli Albani prodotto nella provincia di Roma
  - Colli Albani spumante
  - Colli Albani superiore
- Colli della Sabina prodotto nelle province di Rieti e Roma
  - Colli della Sabina bianco
  - Colli della Sabina bianco frizzante
  - Colli della Sabina bianco spumante
  - Colli della Sabina rosato
  - Colli della Sabina rosato frizzante
  - Colli della Sabina rosso
  - Colli della Sabina rosso frizzante
  - Colli della Sabina rosso novello
  - Colli della Sabina rosso spumante
- Colli Etruschi Viterbesi prodotto nella provincia di Viterbo
  - Colli Etruschi Viterbesi bianco
  - Colli Etruschi Viterbesi Canaiolo
  - Colli Etruschi Viterbesi Grechetto bianco
  - Colli Etruschi Viterbesi Grechetto rosso
  - Colli Etruschi Viterbesi Merlot
  - Colli Etruschi Viterbesi Moscatello
  - Colli Etruschi Viterbesi Moscatello passito
  - Colli Etruschi Viterbesi novello
  - Colli Etruschi Viterbesi Procanico
  - Colli Etruschi Viterbesi rosato
  - Colli Etruschi Viterbesi Rossetto
  - Colli Etruschi Viterbesi rosso
  - Colli Etruschi Viterbesi Sangiovese rosato
  - Colli Etruschi Viterbesi Violone
- Colli Lanuvini prodotto nella provincia di Roma
  - Colli Lanuvini superiore
- Cori prodotto nella provincia di Latina
  - Cori bianco
  - Cori rosso
- Est! Est!! Est!!! di Montefiascone prodotto nella provincia di Viterbo
  - Est! Est!! Est!!! di Montefiascone spumante
- Frascati prodotto nella provincia di Roma
  - Frascati novello
  - Frascati spumante
  - Frascati superiore
- Genazzano prodotto nelle province di Frosinone e Roma
  - Genazzano bianco
  - Genazzano rosso
- Marino prodotto nella provincia di Roma
  - Marino spumante
  - Marino superiore
- Merlot di Aprilia
- Montecompatri Colonna superiore o il Montecompatri Colonna prodotti nel comune di Monte Compatri nella provincia di Roma
- Nettuno prodotto nella provincia di Roma
- Orvieto DOC interregionale prodotto nelle province di Viterbo (Lazio) e Terni (Umbria)
  - Orvieto classico
  - Orvieto classico superiore
  - Orvieto superiore
- Roma, accompagnata o no dalla sottozona:Classico (ad esclusione della tipologia Romanella spumante)
- Sangiovese di Aprilia
- Tarquinia prodotto nelle province di Roma e Viterbo
  - Tarquinia bianco amabile
  - Tarquinia bianco frizzante
  - Tarquinia bianco secco
  - Tarquinia rosato
  - Tarquinia rosso amabile
  - Tarquinia rosso novello
  - Tarquinia rosso secco
- Terracina o Moscato di Terracina
- Trebbiano di Aprilia
- Velletri prodotto nelle province di Latina e Roma
  - Velletri bianco
  - Velletri bianco superiore
  - Velletri rosso
  - Velletri rosso riserva
- Vignanello prodotto nella provincia di Viterbo
  - Vignanello bianco
  - Vignanello bianco superiore
  - Vignanello Greco
  - Vignanello Greco spumante
  - Vignanello rosato
  - Vignanello rosso
  - Vignanello rosso novello
  - Vignanello rosso riserva
- Zagarolo prodotto nella provincia di Roma
  - Zagarolo superiore

### IGT
- Anagni
- Civitella d'Agliano (Bianco nelle tipologie normale e Frizzante; Rosato nelle tipologie normale e Frizzante; Rosso nelle tipologie normale, Frizzante e Novello) prodotto nell'intero territorio amministrativo di Civitella d'Agliano in provincia di Viterbo.
- Colli Cimini (Bianco nelle tipologie normale, Frizzante e Novello; Rosato nelle tipologie normale e Frizzante; Rosso nelle tipologie normale, Frizzante e Novello) prodotto nella provincia di Viterbo.
- Costa Etrusco Romana
- Frusinate o del Frusinate (Bianco nelle tipologie normale e Frizzante; Rosato nelle tipologie normale e Frizzante; Rosso nelle tipologie normale, Frizzante e Novello) prodotto nella provincia di Frosinone.
- Maturano (Bianco) prodotto nella provincia di Frosinone.
- Lazio (Bianco nelle tipologie normale e Frizzante; Rosato nelle tipologie normale e Frizzante; Rosso nelle tipologie normale, Frizzante e Novello; Passito) prodotto nell'intero territorio della regione Lazio.

### Altri
- Abbuoto o Cecubo
- Cesanese del Piglio frizzante
- Cesanese del Piglio spumante